# Герб Копыля
Герб города Копыль — официальный геральдический символ города Копыль и Копыльского района. Герб Копыля утверждён Решением №16 Копыльского райисполкома 26 января 2000 года и внесён в Гербовый матрикул Республики Беларусь 28 февраля 2000 года под № 40.

## Описание  и история
В золотом поле барочного щита золотой охотничий рожок с золотой фурнитурой.
Знаменитый черный охотничий рожок был получен Копылем 27 августа 1652 года вместе с магдебургским правом. К этому времени, после угасания рода Олельковичей в 1612 году, город принадлежал князьям Радзивиллам.
Архивные документы, отложившиеся в Национальном историческом архиве Беларуси и Российском государственном историческом архиве (Санкт-Петербург), сохранили многочисленные радзивилловские печати и цветные изображения гербов. Поскольку представители этого могущественного княжеского рода роднились с другими, не менее влиятельными и богатыми особами, то в их гербах присутствуют родовые эмблемы многих знатных фамилий не только Великого княжества Литовского, но и всей Западной Европы. Зачастую сложные, многодольные гербы, объединенные одним щитом, расположены на груди черного орла, который размещен в золотом поле, такие изображения включают все составляющие части герба: короны и шапки, шлемы, наметы, щитодержатели, мантии, девизы. Такого восходящего орла в графской короне можно видеть в верхней части герба городского поселка Мир, который, как и Копыльское княжество, был центром Несвижской ординации, принадлежащей Радзивиллам.
При подготовке герба к регистрации, Копыльскому районному исполнительному комитету было предложено именно данное колористическое сочетание эмали и металла, представляющее родовые цвета князей Радзивиллов – черный и золотой. Герб Копыля относится к историко-геральдическим памятникам Беларуси.